# Franklin Chacón
Chacón  Colmenares est un nom espagnol. Le premier nom de famille, en général paternel, est Chacón ; le second, en général maternel, souvent omis, est Colmenares.
Franklin Raúl Chacón Colmenares est un coureur cycliste vénézuélien, né le 12 février 1979.

## Palmarès sur route

### Par années
- 2000
  - 5e étape du Tour du Táchira
- 2001
  -  Champion du Venezuela du contre-la-montre espoirs
  -  Médaillé de bronze de la course en ligne espoirs des championnats panaméricains
- 2002
  -  Champion du Venezuela du contre-la-montre
  - 1re étape du Tour du Táchira
  - 2e du Tour du Venezuela
- 2003
  - 3e du championnat du Venezuela du contre-la-montre
- 2004
  - 2e du Tour du Venezuela
- 2005
  - 3ea étape du Tour du Venezuela (contre-la-montre par équipes)
  - 3e du championnat du Venezuela sur route
- 2006
  - 3e étape du Tour du Táchira
  - 3e du Tour de Cuba
- 2007
  - 2e du championnat du Venezuela du contre-la-montre
- 2008
  - 1re étape du Clásico Virgen de la Consolación de Táriba
  - 4e étape du Tour du Venezuela
  - 1re, 2e et 12e étapes du Tour du Guatemala
  - 3e de la Classique de l'anniversaire de la fédération vénézuélienne de cyclisme
  - 3e du Tour du Zulia

### Classements mondiaux
| Année            | 2005 | 2006 | 2007 | 2008 | 2009 | 2010 | 2011 | 2012 |
| ---------------- | ---- | ---- | ---- | ---- | ---- | ---- | ---- | ---- |
| UCI America Tour | 59e  | 34e  | 315e | 17e  | 14e  | 102e |      | 137e |

## Palmarès sur piste

### Championnats panaméricains
- Tinaquillo 2004
  -  Médaillé d'argent de la poursuite par équipes

### Jeux d'Amérique centrale et des Caraïbes
- San Salvador 2002
  -  Médaillé d'argent de la poursuite par équipes